# Гризо, Эжен
Эжен Франсуа Гризо (фр. Eugène François Grisot; 19 декабря 1866,  Фретинье-э-Веллорей — 2 мая 1936, Париж) — французский стрелок из лука, чемпион Олимпийских игр 1908 года и неоднократный призёр Олимпийских игр 1920 года.
Работал жестянщиком, являлся членом спортивного клуба «Улисс» (с 1926 года — клуба «Сен-Мор-де-Фоссе» (Saint-Maur-des-Fosses)) .
Первыми играми в карьере Гризо были Олимпийских игр 1908 года в Лондоне. Он выступал там в двух турнирах: в двойном йоркском круге занял 19 место (из 27 лучников), а в континентальном стиле завоевал золотую медаль (стартовали 17 спортсменов), опередив своих земляков Луи Верне и Густав Кабаре. Правда, восемь британцев, которые выступали в этом турнире, делали это неофициально, среди них и Роберт Бекхаус, который фактически занял второе место, набрав 260 очков (Гризо — 263).
Кроме того, Грисо выступил на Олимпийских игр 1920 года в Антверпене. Во время этих соревнований спортсмен был заявлен в трех командных турнирах и во всех завоевал олимпийские медали. Однако все эти соревнования были малопредставительными; в них выступали, как правило, только две команды (Бельгия и Франция); исключение составляла командная стрельба с 28 метров, где кроме этих двух выступали также Нидерланды (которые при этом даже завоевали золото).
Последние годы жизни жил в городе Кретей под Парижем, где был и похоронен.